# Paracorymbia
Genre
Paracorymbia est un genre d'insectes coléoptères. Ce sont de petits cérambycidés lepturiens, proches des Stictoleptura.

## Description
Les espèces du genre Paracorymbia sont caractérisées par une taille petite (7-15 mm), un aspect trapu, le pronotum noir, avec une forte dépression collaire, et des élytres testacés, obliquement tronqués ou échancrés à leur extrémité,.

Les larves ont typiquement six urogomphes abdominaux.

## Biologie
Les adultes sont floricoles et se rencontrent surtout sur les fleurs d'ombellifères; les larves vivent aussi bien dans le bois de conifères (Pin, Épicéa, Sapin, Mélèze) que de feuillus (Hêtre, Bouleau, Chêne).

## Liste des espèces
Ce genre comprend actuellement 17 espèces
- Paracorymbia apicalis (Motschulsky, 1875)
- Paracorymbia benjamini (Sama, 1993)
- Paracorymbia cardinalis (K. Daniel & J. Daniel, 1899)
- Paracorymbia excisipes (K. Daniel & J. Daniel, 1891)
- Paracorymbia fulva (De Geer, 1775)
- Paracorymbia heydeni (Ganglbauer, 1889)
- Paracorymbia hybrida (Rey, 1885)
- Paracorymbia maculicornis (DeGeer, 1775)
- Paracorymbia martini (Sláma, 1985)
- Paracorymbia nadezhdae (Plavilstshikov, 1932)
- Paracorymbia pallens (Brullé, 1832)
- Paracorymbia pallidipennis (Tournier, 1872)
- Paracorymbia picticornis (Reitter, 1885)
- Paracorymbia pyrrha (Bates, 1884)
- Paracorymbia sambucicola (Holzschuh, 1982)
- Paracorymbia simplonica (Fairmaire, 1885)
- Paracorymbia tonsa (J. Daniel & K. Daniel, 1891)

En outre, une espèce fossile de l'ambre baltique a été récemment décrite:
- †Paracorymbia antiqua Vitali, 2005